# Sotol
A sotol egy Mexikó északi, sivatagos részéről származó égetett szesz, amit Chihuahua, Coahuila és Durango államokban készítenek a nyugati üstökvirág cukorban gazdag tövéből. Ezt a növényt is nevezik sotolnak vagy serequének is. A sotol előállítási módszere nagyban hasonlít a tequiláéhoz és a mezcaléhoz, melyeket azonban agávéfélék tövéből állítanak elő.

## Története
Chihuahua néhány helyszínén, például a Cueva de la Olla barlangban az 1060–1205 közötti időkből származó növénymaradványokra bukkantak, Paquimében pedig, amely virágkorát 205 és 1260 között élte, sotolkészítő edényeket fedeztek fel, így sejthető, hogy a sotolt már mintegy 800–1000 éve készítik a tarahumarák és az anaszaszik. Ezek az indián törzsek vallási szertartásaikhoz éppúgy felhasználták, mint gyógyszernek. Az ital neve is ebből az időszakból származhat: a sotol szó a navatl nyelvű tzotollin szóból alakult ki. A 16. században megérkező spanyol hódítók (főként a ferencesek) tökéletesítették a lepárlási eljárásokat, majd a 20. században már hordókban árusították megszabott áron, sőt, a mexikói forradalom idején újra felfedezték gyógyító hatását, és betegségek megelőzésére használták. A sotol viszont még a 21. század elején is Mexikón kívül szinte teljesen ismeretlen volt, csak ekkor kezdett el világszerte elterjedni.
2000-ben Chihuahua állam törvényhozása Coyame község nevét Coyame del Sotolra változtatta.

## Leírása
A mezcalhoz hasonló, édeskés sotol alkoholtartalma 38–45%, a növény faedényben történő főzése közben jellegzetes füstölt ízt kap. Manapság sokféle koktél készítéséhez is felhasználják.
2002-ben a sotol nevet földrajzi eredetvédelem alá helyezték, és négyféle típusát határozták meg. Ez alapján létezik blanco („fehér”), joven („fiatal”), reposado („pihentetett”) és añejo („idős”). A szabályzat szerint a sotol név kizárólag a Chihuahua, Durango és Coahuila államban előállított italokra használható.

## Készítése
A sotol előállításához csak a nyugati üstökvirág tövéből származó levet használják fel, egyéb anyagokat nem adnak hozzá. Miután a növény tövét (spanyolul piñát vagy cabezát) betakarítják, egy autoklávban megfőzik, és kipréselik édes levét. Ezt három napig erjedni hagyják, így cukortartalma alkohollá alakul, amit réz- vagy rozsdamentesacél-edényekben párolnak le, az elő- és utópárlatot elválasztva. Végül a kapott italt fehér tölgyből készült hordókban tartják, több-kevesebb pihentetés után pedig palackozzák.